# Glàsnost
Glàsnost (en rus: гла́сность, que vol dir "transparència" i té diversos significats generals i específics: una política de màxima obertura en les activitats de les institucions estatals i la llibertat d'informació, la inadmissibilitat dels problemes d'alienació, etc.). S'ha utilitzat en rus per a significar "obertura i transparència" des d'almenys finals del segle xviii.) va ser la política portada a terme juntament amb la perestroika per Mikhaïl Gorbatxov, dirigent de la Unió Soviètica entre 1985 i 1991. Mentre que la perestroika s'ocupava de la reestructuració econòmica de l'URSS, la glàsnost pretenia liberalitzar el sistema polític, fortament controlat pel PCUS.

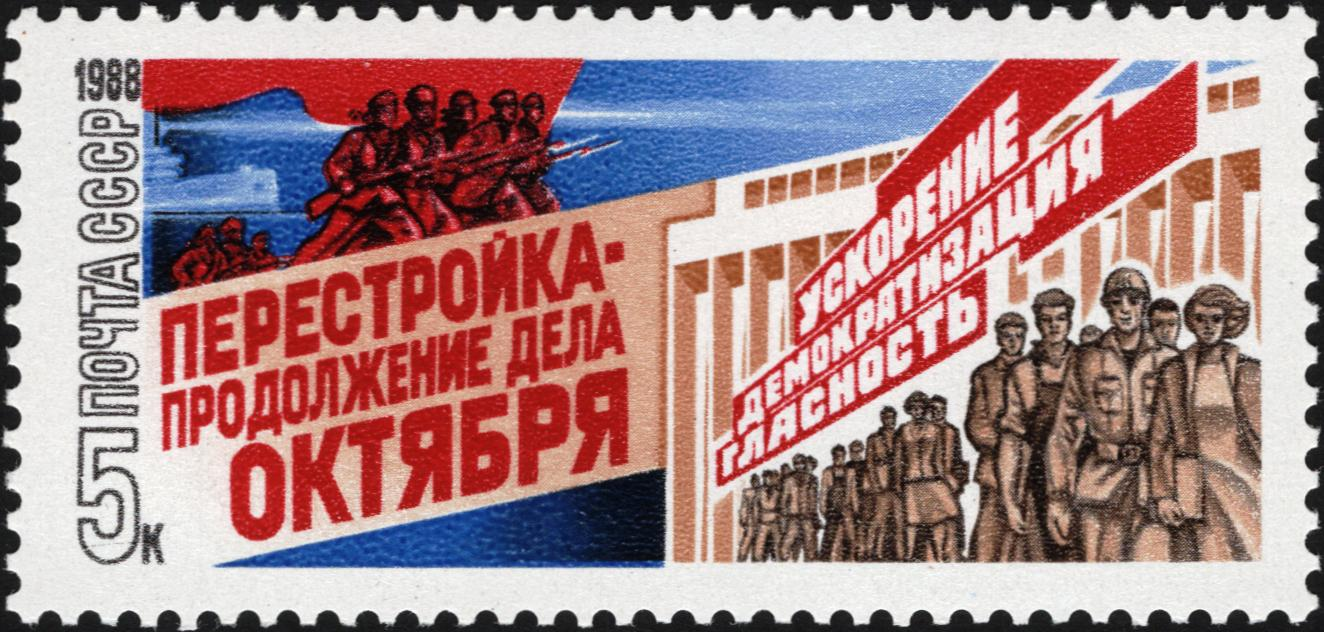
Segell soviètic del 1988, dedicat a les reformes que en eixes dates es portaven a terme al país.

La finalitat principal era fer el govern de la Unió Soviètica transparent i obert per a discutir i sortir del cercle estret dels aparells del partit o apparàttxiki que anteriorment exercien el control complet de l'economia. També va comportar un alt grau de llibertat d'expressió en els mitjans de comunicació i l'alliberament de presoners polítics.
En l'Imperi rus del segle xx, el terme va estar especialment associat amb les reformes del sistema judicial. Entre elles es trobaven les reformes que permetien l'assistència de la premsa i del públic en els judicis els veredictes dels quals havien de llegir-se en veu alta. Vladimir Lenin va insistir repetidament en la importància de la característica més important de la democràcia. A mitjan 1980, Mikhaïl Gorbatxov ho va popularitzar com un eslògan polític per a augmentar la transparència del govern en la Unió Soviètica.

## Ús històric
L'activista de drets humans Liudmila Alekséieva argumenta que la paraula glasnost ha estat en l'idioma rus durant diversos centenars d'anys com a terme comú: "Estava en els diccionaris i llibres de lleis. Era una paraula ordinària, dura i no descripta que s'usava per a referir-se a un procés, a qualsevol procés de justícia o govern, que es duia a terme a l'aire lliure". A mitjan decenni de 1960 va adquirir una importància tòpica reviscuda en el discurs sobre la política interna de la Unió Soviètica en l'època de la guerra freda.

## A l'URSS

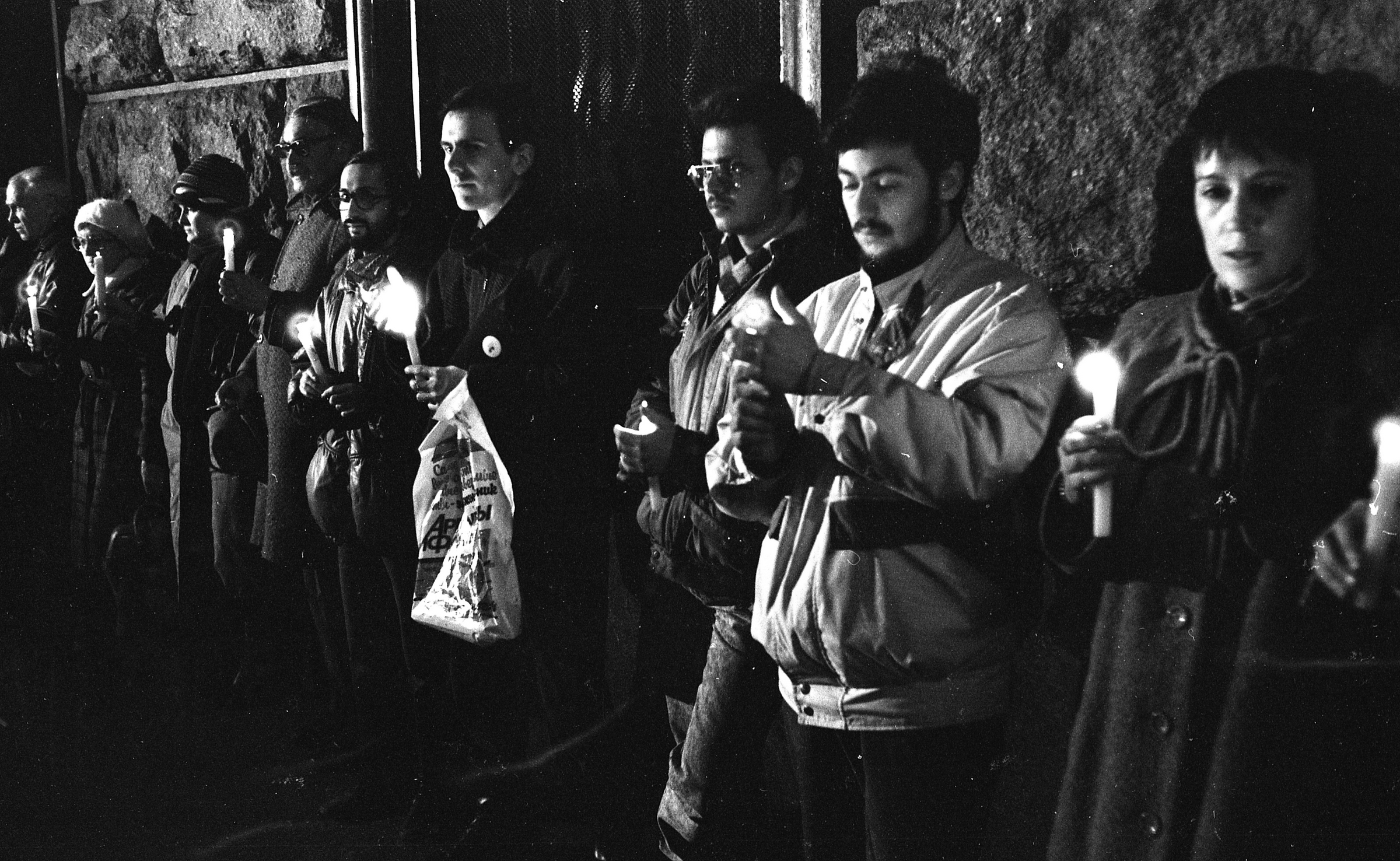
El primer míting públic prop de l'edifici del KGB a Moscou en la Plaça Lubianka en memòria de les víctimes de Stalin en el Dia dels Presos Polítics, 30 d'octubre de 1989

### Els dissidents
El 5 de desembre de 1965 va tenir lloc a Moscou la manifestació de Glàsnost, considerada un esdeveniment clau en el sorgiment del moviment soviètic de drets civils. Els manifestants en la plaça Pushkin liderats per Aleksandr Iessenin-Volpin van exigir l'accés al judici tancat de Iuli Daniel i Andrei Siniavski. Els manifestants van formular peticions concretes de "glasnost", pel que fa a l'admissió específica del públic, els observadors independents i els periodistes estrangers, al judici que s'havia legislat en el Codi de Procediment Penal, recentment promulgat. Amb algunes excepcions específiques, l'article 111 del Codi establia que les audiències judicials a l'URSS havien de celebrar-se en públic.
Aquestes protestes contra els judicis tancats van continuar durant tota l'era post-Stalin. Andrei Sàkharov, per exemple, no va viatjar a Oslo per a rebre el seu Premi Nobel de la Pau a causa de la seva protesta pública davant d'un edifici de la cort de Vílnius exigint l'accés al judici de 1976 de Serguei Kovaliov, editor de la Crònica dels esdeveniments actuals i destacat activista dels drets humans.

### Gorbatxov
El 1986, el secretari general soviètic Mikhaïl Gorbatxov i els seus assessors van adoptar el cristal·lí com un eslògan polític, juntament amb el terme perestroika. Alexander Iakovlev, cap del Departament de Propaganda del Partit Comunista de la Unió Soviètica, és considerat la força intel·lectual darrere del programa de reforma de Gorbatxov.
Es va considerar que Glàsnost significava una major obertura i transparència en les institucions i activitats governamentals de la Unió Soviètica. Glàsnost reflecteix el compromís de l'administració de Gorbatxov de permetre als ciutadans soviètics debatre públicament els problemes del seu sistema i les possibles solucions. Gorbatxov va encoratjar l'escrutini popular i les crítiques als líders, així com un cert nivell d'exposició per part dels mitjans de comunicació.
Alguns crítics, especialment entre els reformistes legals i els dissidents, consideraven les noves consignes de les autoritats soviètiques com a alternatives vagues i limitades a les llibertats més bàsiques. Alexei Simonov, president de la Fundació de Defensa de Glàsnost, fa una definició crítica del terme en suggerir que era "una tortuga arrossegant-se cap a la llibertat d'expressió".

#### Diversos significats
Entre 1986 i 1991, durant una era de reformes a l'URSS, el glàsnost va estar sovint vinculat amb altres conceptes generalitzats com la perestroika (literalment: reestructuració o reagrupació) i la demokratizatsiya (democratització). Gorbatxov va apel·lar sovint a la transparència en promoure polítiques encaminades a reduir la corrupció en el cim del Partit Comunista i del Govern Soviètic, i a moderar l'abús de poder administratiu en el Comitè central. L'ambigüitat de "glàsnost" defineix el període quinquennal distintiu (1986-1991) al final de l'existència de l'URSS. Hi havia una disminució de la censura prèvia a la publicació i la predifusió i una major llibertat d'informació.
L'"Era de Glàsnost" va veure un major contacte entre els ciutadans soviètics i el món occidental, en particular els Estats Units: les restriccions als viatges van ser suavitzades per a molts ciutadans soviètics, la qual cosa va alleujar encara més les pressions sobre l'intercanvi internacional entre la Unió Soviètica i Occident.

#### Relacions internacionals
La interpretació de Gorbatxov de "glàsnost" pot resumir-se en anglès com "openness".
Durant la Glàsnost, la història soviètica sota Stalin va ser reexaminada; la literatura censurada a les biblioteques va estar disponible; i va haver-hi una major llibertat d'expressió per als ciutadans i obertura en els mitjans de comunicació. Va ser a la fi de 1980 quan la majoria de la gent en la Unió Soviètica va començar a saber-ne sobre les atrocitats de Stalin, i va conèixer esdeveniments anteriorment suprimits.
La informació sobre la suposada major qualitat dels béns de consum i qualitat de vida als Estats Units i Europa Occidental va començar a transmetre's a la població soviètica, juntament amb la cultura popular occidental.

## A Rússia des de 1991
La prohibició absoluta de la censura estava consagrada en l'article 29 de la nova Constitució de la Federació de Rússia de 1993. No obstant això, aquest ha estat objecte de controvèrsia a la Rússia contemporània a causa de l'augment de les intervencions governamentals que restringeixen l'accés a la informació als ciutadans russos, inclosa la censura d'Internet. També s'ha pressionat als mitjans de comunicació administrats pel Govern perquè no publiquin ni debatin determinats esdeveniments o temes en els últims anys. El seguiment de la violació dels drets dels mitjans de comunicació en els anys 2004 a 2013 va determinar que els casos de censura eren el tipus de violació més comunament denunciat.

## Fora de l'URSS
El glàsnost es va aplicar de manera diversa entre els països del bloc de l'Est.

### A favor
- Bulgària[23]
- Txecoslovàquia
- República Democràtica Alemanya[24]
- Hongria[25]
- Mongòlia[26]
- Polònia[27]
- Vietnam[28]
- A Iugoslàvia es van aplicar reformes similars, que van iniciar-se a Eslovènia[29]

### En contra
- Xina (va aplicar reformes que no estaven inspirades en el model soviètic)[30][31]
- Cuba
- Laos
- Corea del Nord[28]
- Romania (per la forta oposició de Nicolae Ceaușescu)[32]